# Ramba
Ramba, pseudonimo di Ileana Carisio (Salerno, 19 settembre 1966), è un'attrice italiana.
Il suo nome d'arte era in principio Malù, ma divenne poi famosa con lo pseudonimo di Ramba lanciato da un giornalista che si riferiva al suo look aggressivo con pistole e caricatori (un'immagine studiata in contrappunto alla dolcezza e candore di Cicciolina). Riprese il nome d'arte Malù a partire dal 1989.
L'attrice era celebre per le sue apparizioni a sorpresa nelle pubbliche piazze, improvvisando spogliarelli e posa con finte armi, prima del puntuale arrivo delle autorità.

## Biografia
Si è dedicata sin da piccola allo spettacolo, studiando danza e canto e poi lavorando come modella e indossatrice.
Ha iniziato la sua carriera da pornostar dopo aver incontrato a Genova Riccardo Schicchi, fondatore e manager della società "Diva Futura". La sua bellezza statuaria e di tipo mediterraneo le garantì un successo pressoché immediato. Per lei Schicchi ideò un'immagine di donna aggressiva e minacciosa, che si esibiva vestita di sole (finte) armi. Nel 1986 partecipò allo spettacolo dal vivo Curve deliziose, accanto a Cicciolina, Moana Pozzi e Cornelia Oltean. Lo spettacolo ebbe un notevole successo, ma la sua scandalosità all'epoca suscitò polemiche e anche uno strascico legale per una denuncia di oscenità che si concluse con una condanna a sei mesi e un'ammenda per Schicchi e le attrici.
Si è ritirata dal porno intorno al 1989, rientrando nel mondo del cinema con il suo precedente nome Malù e in questa veste ha interpretato diverse pellicole non pornografiche come La storia di Lady Chatterley e Una donna per tutti.
Recita poi in tre film erotici diretti da Ninì Grassia: Innamorata, Gatta alla pari e Un grande amore, nonché il film biografico La settima stanza diretto da Márta Mészáros. Chiude la sua carriera nel 1997 con Tradita a morte, diretto da Pasquale Fanetti.
Ha partecipato anche ad alcuni programmi televisivi (Excelsior Made in Italy, accanto al critico musicale Dario Salvatori) in veste di conduttrice, ma senza ottenere il successo riscosso nel mondo del porno softcore prevalentemente in riviste come Men, Tilt, Supersex, Le Ore, Starter, Excelsior, ecc. nel periodo che va dal 1985 al 1988.
Non ha mai recitato in film hardcore.

## Filmografia
- I vizi segreti degli italiani quando credono di non essere visti, regia di Camillo Teti (1987)
- Abat-jour - L'ultima calda luce prima del piacere, regia di Lawrence Webber (1988)
- Femmine, regia di Lawrence Webber (1988)
- Eravamo così, regia di John Mills (1989)
- La storia di Lady Chatterley, regia di Lawrence Webber (1989)
- Tradita a morte, regia di Pasquale Fanetti (1989)
- Lambada blu, regia di Lawrence Webber (1989)
- La strana voglia, regia di Pasquale Fanetti (1990)
- L'amante di Lady Chatterley, regia di Pasquale Fanetti (1991)
- Impudicizia, regia di Pasquale Fanetti (1991)
- Una donna per tutti, regia di Pasquale Fanetti (1991)
- Lolita per sempre, regia di Pasquale Fanetti (1991)
- Gatta alla pari, regia di Gianni Cozzolino (1993)
- Un grande amore, regia di Ninì Grassia (1994)
- Innamorata, regia di Ninì Grassia (1995)
- La settima stanza, regia di Marta Meszaros (1995)